# Forticom
Forticom – przedsiębiorstwo informatyczne z siedzibą na Łotwie. Sprawuje pełny nadzór właścicielski nad serwisami społecznościowymi One.lv (Łotwa), One.lt (Litwa) oraz One.ee (Estonia). Początkowo udziały w przedsiębiorstwie posiadały: Digital Sky Technologies, Tiger Global (część Tiger Management) oraz Gild Bankers (największy bank inwestycyjny w krajach nadbałtyckich). Obecnie 100% udziałów należy do Digital Sky Technologies.
W 2007 przedsiębiorstwo nabyło 25% udziałów w rosyjskim serwisie społecznościowym Odnoklassniki.ru, a w okresie między styczniem a czerwcem 2008  większościowy pakiet udziałów w serwisie nasza-klasa.pl (później: nk.pl), za który spółka zapłaciła 200 milionów złotych.

## Serwisy społecznościowe, w których udziały posiada Forticom
- Odnoklassniki.ru – około 30 mln zarejestrowanych użytkowników
- One.lt – około 2 mln zarejestrowanych użytkowników
- One.lv – około 850 tys. zarejestrowanych użytkowników
- Videogaga.lt – około 200 tys. zarejestrowanych użytkowników